# Elatostema trichotomum
Elatostema trichotomum är en nässelväxtart som beskrevs av Wen Tsai Wang. Elatostema trichotomum ingår i släktet Elatostema och familjen nässelväxter. Inga underarter finns listade i Catalogue of Life.